# Masque (Songs and Planets)
Masque ist das dreizehnte Studio- und vierzehnte Musikalbum insgesamt der Manfred Mann’s Earth Band, das am 16. Oktober 1987 in Deutschland und am 9. November 1987 im Vereinigten Königreich bei Virgin 10 Records erschien.

## Album
Sänger und Gitarrist Chris Thompson hatte die Band bereits im Jahr 1979 verlassen. Dennoch war er auch danach auf jedem Album für zumindest einige Titel immer präsent. Auf Masque jedoch war er zum ersten Mal komplett abwesend. Auch Bassist Steve Kinch war nicht verfügbar. Die Band bestand daher nun aus drei festen Mitgliedern: Manfred Mann selbst, Gitarrist Mick Rogers und Schlagzeuger John Lingwood. Das Album verkaufte sich etwas besser als sein Vorgänger. Allerdings blieb auch der Erfolg von Masque hinter den Erwartungen zurück. Mann löste daher die Earth Band eher frustriert auf und widmete sich einem Projekt zur Musik der amerikanischen Ureinwohner mit dem Titel Plains Music. Erst 1991 reformierte er die Earth Band.
Das Album trägt den Untertitel Songs And Planets und enthält einige Teile von Gustav Holsts Suite für Orchester Die Planeten. Es stellt den Abschluss eines 1973 begonnenen Projekts dar, das Holsts Werk als Grundlage verwenden sollte. Dieses Projekt wurde allerdings nicht fertiggestellt, da die Band keine formale Genehmigung von Holsts Nachlass erhalten konnte, obwohl die Idee eines Konzeptalbums, das sich mit dem Sonnensystem befasst, bereits auf dem 1973er Album Solar Fire zu hören war. Das Eröffnungsstück ist eine Neuaufnahme von Joybringer (from Jupiter), das bereits 1973 ein Single-Hit war, obwohl die neue Album-Version die Bridge weglässt (die auf einigen alternativen Versionen enthalten ist) und einen anderen Instrumentalteil enthält als die Aufnahme von 1973. Außerdem beginnt der Song mit ein paar Takten gezupfter Gitarre, anstatt mit dem Gesang zu beginnen. Eine weitere der Holst-Adaptionen, Two Friends (from Mars and Saturn), wurde zunächst nur als B-Seite auf der Single-Veröffentlichung von Geronimo's Cadillac veröffentlicht und erschien erst mit der Mannthology-Boxset von 2021 auf CD.
Trotz seines Titels hat der Song Planets Schmanets keinen „kosmischen“ Hintergrund; wie die Leftovers-CD in des 40th Anniversary-Boxset verrät, handelt es sich schlicht um die instrumentale Coda des Titels What You Give Is What You Get.
Ein weiterer roter Faden des Albums sind Jazz-Hommagen in Form von zwei Collagen, die Billie's Bounce (mit neu geschriebenem Text) mit Sister Sadie bzw. Ornithology kombinieren. Das im September 1987 als Vorabsingle veröffentlichte Geronimo's Cadillac, aus dem sich schließlich das Nachfolgeprojekt Manfred Manns Plains Music entwickelte, enthält ebenfalls ein Jazz-Piano-Solo.
We're Going Wrong ist eine Coverversion eines Cream-Songs, ursprünglich veröffentlicht auf deren Album Disraeli Gears. Telegram to Monica war Denny Newmans dritter Song, den er für die Earth Band schrieb (nach Lies (Through the 80s) und Killer on the Loose), aber der einzige, den Newman auch selbst sang. Rivers Run Dry (ursprünglich nur Rivers genannt) war ein von Mick Rogers geschriebener Song, den er zuvor als Solosingle für Mooncrest Records veröffentlicht hatte.

## Covergestaltung
Das Albumcover zeichnet sich durch ein abstraktes Design aus. Auf einem weißen Hintergrund sind verschiedene farbige Formen angeordnet, die stilisiert ein Gesicht darstellen. Diese Formen bestehen aus einfachen, geschwungenen Linien und Flächen in leuchtenden Farben: Grün, Gelb, Blau und Rot. Diese Elemente sind so platziert, dass sie Augenbrauen, Augen, eine Nase und einen Mund suggerieren, obwohl sie nicht realistisch dargestellt sind. Unterhalb des Gesichts ist der Albumtitel in einer klassischen, schwarzen Serifenschrift zentriert platziert, leicht gebogen und dadurch das Kinn des Gesichts andeutend. 
Oberhalb des abstrakten Gesichts befindet sich der handgeschrieben wirkende Schriftzug MMEB, die Abkürzung für Manfred Mann’s Earth Band, in schwarzer, verspielter Schrift. Weiter oben, in einer dezenten, grauen Schrift, steht der volle Name der Band, der sich über die gesamte Breite des Covers erstreckt, aber mittig durch den Abkürzungsschriftzug geteilt wird. Ganz unten auf dem Cover, ebenfalls in kleiner grauer Schrift, steht der Untertitel.

## Charts und Chartplatzierungen
| ChartsChartplatzierungen | Höchstplatzierung | Wochen |
| ------------------------ | ----------------- | ------ |
| Deutschland (GfK)        | 44 (4 Wo.)        | 4      |

## Titelreihenfolge

### Original-Vinyl-Veröffentlichung
Die Titelreihenfolge wurde zu einem späten Zeitpunkt durch Manfred Mann geändert. Die ursprünglichen Versionen der Songs waren länger und anders abgemischt. Berichten zufolge waren sie auch ausgereifter und das Entfernen von Abschnitten, meist instrumentaler Art, führte auch zu Kontinuitätsproblemen. Die von einem Aufkleber überdeckte, ursprüngliche Titelliste hatte folgende Reihenfolge:

#### Seite 1 (Geplante Version)l
1. „Sister Billie's Bounce (including „Sister Sadie“ & „Billies Bounce“)“  (Horace Silver, Charlie Parker, Maggie Ryder, Manfred Mann)
2. „Joybringer (from 'Jupiter')“ (Gustav Holst, Mann, Mick Rogers, Chris Slade)
3. „What You Give Is What You Get (Start)“ (Paul Weller)
4. „Planets Schmanets“ (Mann)
5. „Geronimo's Cadillac“ (Michael Martin Murphey)

#### Seite 2 (Geplante Version)
1. „Billies Orno Bounce (including „Billies Bounce“)“ (Parker, Ryder, Mann)eponymous
2. „Telegram To Monica“ (Denny Newman)
3. „The Hymn (from 'Jupiter')“ (Mann, Rogers, John Lingwood)
4. „A Couple of Mates (from 'Mars' & 'Saturn')“ (Mann)
5. „Hymn (Reprise)“ (Mann, Rogers, Lingwood)

Die tatsächliche Abspielreihenfolge der Langspielplatte, die auf genanntem Aufkleber angegeben ist und keine Autorenschaft angibt, lautet wie folgt (Autorenschaften ergänzt, wo erforderlich):

#### Seite 1 (Veröffentlichte Version)
1. „Joybringer (from 'Jupiter')“
2. „Billies Orno Bounce (including „Billies Bounce“)“
3. „What You Give Is What You Get (Start)“
4. „Rivers Run Dry“ (Mick Rogers)
5. „Planets Schmanets“
6. „Geronimo's Cadillac“

#### Seite 2 (Veröffentlichte Version)
1. „Sister Billie’s Bounce (including „Sister Sadie“ & „Billies Bounce“)“
2. „Telegram To Monica“
3. „A Couple of Mates (from Mars & Saturn)“
4. „Neptune (Icebringer)“ (Holst, Mann, Rogers, Lingwood)
5. „The Hymn (from Jupiter)“
6. „We're Going Wrong“ (Jack Bruce, Pete Brown)

Der ursprünglich angegebene Titel Hymn (Reprise) fehlt. Dabei handelte es sich um eine kurze instrumentale Neuformulierung von Hymn. Die Titel Rivers Run Dry, Neptune (Icebringer)  und We're Going Wrong kamen hinzu. Diese Reihenfolge wurde auch auf der Kassettenversion verwendet.

### Originale CD-Veröffentlichung
Die CD hingegen weicht sowohl von der ursprünglichen angedachten als auch von der endgültigen LP-Version stark ab:
1. „Joybringer (from Jupiter)“ (Gustav Holst, Manfred Mann, Mick Rogers, Chris Slade) – 2:28
2. „Sister Billy's Bounce (including „Sister Sadie“ & „Billy's Bounce“)“ (Horace Silver, Charlie Parker, Maggie Ryder, Mann) – 2:16
3. „What You Give Is What You Get (Start)“ (Paul Weller) – 2:34
4. „Telegram To Monica“ (Denny Newman) – 5:37
5. „Billy's Orno Bounce (including "Billy's Bounce")“ (Parker, Ryder, Mann) – 3:13
6. „A Couple of Mates (from Mars & Jupiter)“ (Mann) – 3:20
7. „Neptune (Icebringer)“ (Mann, Rogers, John Lingwood) – 1:08
8. „Rivers Run Dry“ (Rogers) – 3:04
9. „Hymn (from Jupiter)“ (Mann, Rogers, Lingwood) – 3:58
10. „We're Going Wrong“ (Jack Bruce, Pete Brown) – 4:00
11. „Planets Schmanets“ (Mann) – 2:40
12. „Geronimo's Cadillac“ (Michael Martin Murphey, Charles John Quarto) – 4:43

#### Bonustracks (Remaster-Version 1999)
1. „Telegram To Monica“ (Alternate Version) (Newman) – 3:12
2. „Joybringer“ (Extended Version) (Holst, Mann, Rogers, Slade) – 3:20
3. „Geronimo's Cadillac“ (7" Single Version) (Murphey, Quarto) – 2:58
4. „Geronimo's Cadillac“ (12" Single Version) (Murphey, Quarto) – 5:32

Auf der CD wird in den Tracks 2 und 5 die Schreibweise „Billy's“ verwendet, statt „Billies“ wie auf der Vinylversion. In der Originalkomposition von Charlie Parker wird „Billie's“ verwendet.

## Mitwirkende

### Earth Band
- Manfred Mann – Keyboards, Trumpeton (eine irreführende, von Mann gewählte Bezeichnung für den Yamaha CE 20 Synthesizer)
- Mick Rogers – Gitarre, Gesang
- John Lingwood – Schlagzeug

### Zusätzliche Musiker
- Maggie Ryder – Gesang
- Denny Newman – Gesang, Bass bei Telegram to Monica
- Frank Mead – Saxophon
- Anthony Moore – Programmierung bei What You Give Is What You Get
- Byron Bird – Trompete bei Billies Bounce
- Guy Barker – Trompete bei Billies Bounce
- Mark Feltham – Mundharmonika
- Durban Betancourt – Bass
- Andy Pask – Bass
- Linda Taylor – Gesang
- Tommy Willis – Gitarre
- Chris Batchelor – Trompete
- Ian Porter – Emulator-Umschaltung

### Technik
- Manfred Mann – Produzent
- Steve Forward – Toningenieur, Koproduzent (Joybringer (from Jupiter), Telegram to Monica, Hymn (from Jupiter))
- Stuart Barry, Terry Medhurst – Tontechniker
- Neil Amor – Technischer Assistent
- Frances Lovell – Gestaltung
- Hills Archer Studios – künstlerische Gestaltung